# Dünninghausen
Dünninghausen ist eine Bauerschaft im Osten der Gemeinde Beckum. Dort leben derzeit rund 180 Einwohner. Angrenzende Bauerschaften sind Holter im Norden und Unterberg I im Süden. Im Osten teilt sich die Bauerschaft eine Grenze zu Diestedde.

## Namensherkunft
Der Name Dünninghausen hat sich aus Dunninghusen entwickelt. Über die ursprüngliche Namensherkunft ist jedoch nichts genauer bekannt.

## Landwirtschaft und Industrie
Dünninghausen ist – wie aus dem Namen zu vermuten – landwirtschaftlich geprägt. Des Weiteren liegt im westlichen Teil ein weitläufiges Kalksteinabbaugebiet.

### Struktur heute
Heute gibt es in Dünninghausen nur noch zwei Vollerwerbs- und einige wenige Nebenerwerbsbetriebe. Das Kalksteinabbaugebiet wurde ursprünglich durch das Zementwerk „Werk Mersmann“ genutzt, welches nach einigen Besitzerwechseln von der Holcim-Gruppe erworben wurde. Das Werksgelände selbst befindet sich noch innerhalb der Stadt Beckum und nicht direkt in Dünninghausen. Mitte 2008 wurde auf dem Betriebsgelände ein Industriekraftwerk zur Stromerzeugung durch Verbrennung von Sekundärbrennstoffen geplant. Dieses wurde jedoch nach Bürgerprotesten vom Rat der Stadt Beckum durch eine Veränderungssperre der Flächennutzung verhindert. Seit einigen Jahren ist das Werk jedoch endgültig geschlossen. Für dieses wird (Stand 2017) eine Nachnutzung gesucht.

## Infrastruktur

### Straßenverkehr
Dünninghausen befindet sich an der Landesstraße 586 und wird von dieser in östlicher Richtung durchschnitten. Aufgrund des steigenden Durchgangsverkehrs aus Richtung Lippstadt zur Autobahnauffahrt Beckum an der A 2 ist bereits seit den 1970er-Jahren eine Ortsumgehung geplant, die den Beckumer Ortskern entlasten soll. Der Verlauf war entlang der Bahnstrecke geplant. Der erste Bauabschnitt sowie die Brückenarbeiten wurden bereits fertiggestellt. Im Jahr 2008 begannen die Erdarbeiten. Diese Nord-Ost-Umgehung wurde am 21. August 2009 als L 586n eingeweiht. Der alte Verlauf der L 586 wurde übergangsweise für den Durchgangsverkehr gesperrt.

### Schienenverkehr
Dünninghausen wird durch eine Schienenverbindung der Westfälischen Landes-Eisenbahn durchschnitten, welche aus dem Sauerland über Lippstadt nach Beckum führt. Der Personenverkehr auf der Bahnstrecke Münster–Warstein wurde am 31. Mai 1975 eingestellt. Seitdem wird sie ausschließlich für den Güterverkehr genutzt. Der Haltepunkt in Dünninghausen ist seit Ende des Personenverkehrs aufgegeben und wird seither anderweitig genutzt. Die Eisenbahntrasse wurde seit dem Jahr 2008 komplett saniert.

## Wichtige Gebäude
Dünninghausen besitzt eine kath. Kapelle, welche der Kirchengemeinde St. Stephanus (Beckum) angehörig ist.
Vorabendmessen finden derzeit meist monatlich statt.
Als ursprüngliche Gaststätte ist das Landgasthaus „Zur Pumpe“ gegenüber der Kapelle angesiedelt. Nach einer vorübergehenden Nutzung als Mietsaal wird es wieder als Restaurant genutzt.
Die ursprüngliche Schule von Dünninghausen hat den Lehrbetrieb bereits in den 1960er- bzw. 1970er-Jahren eingestellt. Nun beherbergt das ursprüngliche Gebäude nach einem Umbau einige Wohnungen.
Koordinaten: 51° 44′ 32,6″ N, 8° 6′ 25,4″ O